# Bataille d’Insubrie
La bataille d'Insubrie en 203 av. J.-C. fut le point culminant d'une guerre majeure, menée par le commandant carthaginois Magon Barca, fils de Hamilcar Barca, à la fin de la deuxième guerre punique entre Rome et Carthage dans le nord-ouest de l'Italie moderne. Magon Barca est arrivé à Gênes, en Ligurie, deux ans auparavant, dans le but de contenir les Romains au nord et d'entraver ainsi indirectement leurs projets d'envahir l'arrière-pays de Carthage en Afrique (Tunisie moderne). Il réussit assez bien à raviver les troubles entre divers peuples (Ligures, Gaulois, Étrusques) contre la domination romaine. Rome se voit contrainte de concentrer de grandes forces contre les carthaginois, ce qui a finalement abouti à une bataille menée au pays des Insubres (Lombardie). Magon Barca y subit une défaite et doit battre en retraite. La stratégie pour détourner les forces ennemies échoue, le général romain Scipion l'Africain ravage l'Afrique et anéantit les armées carthaginoises envoyées pour repousser l'envahisseur. Pour contrer Scipion, le gouvernement carthaginois rappelle Magon Barca d'Italie (avec son frère Hannibal, qui est jusqu'à présent en Calabre). Mais les restes des forces carthaginoises en Gaule cisalpine continuent à harceler les Romains durant encore plusieurs années après la fin de la guerre.

## Événements précédents
Après la bataille désastreuse d'Ilipa, Magon Barca reste quelque temps à Cadix, la dernière base punique d'Ibérie. Ses espoirs de regagner la province sont définitivement anéantis lorsque Scipion réprime la résistance des Ibères et la mutinerie parmi les troupes romaines. Puis un ordre vient de Carthage. Il ordonne à Magon Barca d'abandonner l'Ibérie et de se rendre par mer vers le nord de l'Italie dans le but de relancer la guerre là-bas en coordination avec Hannibal qui est dans le sud.
Cette entreprise est une dernière tentative des Carthaginois pour reprendre l'initiative de la guerre, qui est arrivée à une phase très dangereuse pour eux. Avec la reconquête de la Sicile en 211 et 210 av. J.-C., la destruction de l’armée d'Hasdrubal Barca sur la rivière Métaure (207 av. J.-C.) les Romains sont non seulement soulagés de la pression immédiate, mais gagnent de plus en plus de ressources pour continuer le combat. Pour la première fois depuis le début de la guerre, Carthage se retrouve directement vulnérable aux attaques, ce qu'elle ne peut empêcher en raison de la suprématie navale de Rome.
Avec les instructions, Magon reçoit de l'argent pour des mercenaires, mais pas assez pour lever une armée plus forte. Il est donc contraint de réquisitionner non seulement le trésor public de Gadès (Cadix actuelle en Andalousie), mais aussi la richesse de ses temples. La recherche de ressources supplémentaires est la raison apparente d'un assaut naval inefficace sur Carthago Nova. En revenant, Magon trouve les portes de Gadès fermées pour lui. Il navigue vers les îles Baléares et s'installe pour l'hiver dans la plus petite, Minorque.

## L'expédition de Magon Barca
Durant l'été 205 av. J.-C., une flotte carthaginoise accoste promptement sur la côte ligure avec environ 30 navires de guerre et de nombreux navires de transport, Magon Barca amène une armée de 14 000 hommes. Il prend Gênes par surprise et se retire ensuite au pays des Ingauni, formant une alliance avec eux contre une autre tribu ligure, les Epanterii.
La Ligurie et la Gaule cisalpine présentent un terrain très approprié pour les mouvements de Magon Barca. Malgré les campagnes victorieuses dans la vallée du Pô avant le déclenchement de la deuxième guerre punique et la colonisation extensive, Rome ne réussit pas à soumettre entièrement les Gaulois locaux. Emmenés par les Insubres et les Boii, ils reprennent les armes juste avant l'invasion d'Hannibal (218 av. J.-C.) et rejoignent l'armée de ce dernier par milliers. La même chose se produit à l'arrivée d'Hasdrubal d'Iberia en 207 av. J.-C. et il n'y a pas d'exception en 205 av. J.-C., lorsque le frère cadet d'Hannibal arrive. « Son armée (de Magon Barca) grandissait chaque jour en nombre ; les Gaulois, attirés par le charme de son nom, affluaient vers lui de toutes parts. En entendant de telles nouvelles, les sénateurs de Rome étaient remplis de «plus grandes appréhensions ». Ils envoient immédiatement deux armées à Ariminum (Rimini moderne) et Arretium (Arezzo moderne) afin de bloquer une éventuelle avancée de Magon Barca vers le sud.
Il semble que les Romains ont payé pour leur échec à vouloir tirer parti de la victoire du fleuve Métaure en conquérant une fois pour toutes les Gaulois cisalpins car le danger causé par le débarquement de Magon Barca est réel. Même lorsqu'il reçoit des renforts de Carthage sous la forme d'environ 7 000 soldats, 7 éléphants et 25 navires de guerre sa force est encore loin d'être suffisante pour briser les défenses romaines. C'est pourquoi Magon Barca ne semble pas poursuivre activement l'objectif fixé par Carthage - marcher vers le sud et rejoindre Hannibal.
Cet appel est stimulé par les raids de C. Laelius, un légat de Scipion, sur le continent africain, qui pille les environs d'Hippone au cours du même été (205 av. J.-C.). Face à l'invasion imminente de Scipion lui-même, les Carthaginois mettent tout en œuvre pour le contrer. Pour sécuriser leurs arrières, ils consolident leur réseau d'alliances avec les Numides. Pour contrôler les Romains, Magon Barca avec des soldats et des vivres sont envoyés en renfort à Hannibal en Calabre, ainsi qu'une ambassade à Philippe V de Macédoine avec pour mission de négocier une invasion macédonienne de l'Italie ou de la Sicile. Toutes ces mesures ont peu d'effet, car Philippe vient de conclure le traité de Phoenicé avec Publius Sempronius Tuditanus, un général romain, mettant ainsi fin à la première guerre macédonienne, et l’alliance carthaginoise avec le plus puissant roi numide  Syphax n'empêche pas Scipion de naviguer vers l'Afrique en 204 av. J.-C. Sans une aide suffisante de l'extérieur, Hannibal et Magon Barca sont incapables d'exercer une plus grande pression sur Rome. Les deux frères sont séparés par un vaste espace et l'écrasante armée romaine.
Magon Barca doit accomplir la même tâche dans laquelle son autre frère, Hasdrubal, a échoué deux ans auparavant. Ayant à l'esprit le sort d'Hasdrubal, il sait qu'une éventuelle offensive contre les forces romaines en concentration doit être bien préparée. Il organise donc une réunion de chefs gaulois et ligures. Il leur assure que sa mission est de les libérer, mais pour cela il a besoin de beaucoup plus de soldats. Les Ligures s'engagent immédiatement, mais les Gaulois, menacés par les armées romaines aux frontières et à l'intérieur de leur territoire refusent de se révolter ouvertement. Néanmoins, ils fournissent secrètement des fournitures et des mercenaires. C'est ainsi que la force militaire de Magon Barca augmente progressivement.
Dans l'intervalle, le proconsul M. Livius quitte l'Étrurie pour la Gaule cisalpine et unit ses forces avec le commandant romain, Sp. Lucrèce, bloquant le chemin de Magon Barca vers Rome. Cependant, Livius reste sur la défensive. Rien ne change de façon spectaculaire l'année suivante (204 av. J.-C). Magon Barca reste inactif car sa route est bloquée et les Romains sont épuisés physiquement et moralement par cette longue guerre. Ils sont préoccupés par des problèmes tels que forcer les colonies latines à faire leur devoir car elles ont refusé de fournir plus d'argent et de soldats quelques années auparavant. Cela facilite le recrutement de nouvelles troupes. Un des nouveaux consuls, P. Sempronius Tuditanus, est envoyé contre Hannibal au Bruttium. L'autre, M. Cornelius Cethegus, doit rester en Étrurie et rompre la conspiration que Magon Barca a formée avec un certain nombre de villes  étruriennes rebelles.

## La bataille en Insubrie
En 203 av. J.-C., le temps vient pour une action décisive. Le proconsul M. Cornelius Cethegus et le préteur P. Quintilius Varus mène une armée de quatre légions contre Magon Barca dans une bataille régulière en terre insubrienne (non loin de Milan moderne). La description de Tite-Live dans son « Histoire de Rome » (Ab urbe condita) montre que chacun des adversaires déploie ses forces sur deux lignes de bataille. De l'armée romaine, deux légions sont à l'avant, les deux autres et la cavalerie sont laissées pour compte. Magon Barca s'occupe également d'un éventuel revers, gardant à l'arrière le prélèvement gaulois et les quelques éléphants qu'il possède.
Selon certaines estimations modernes, sa force globale est de plus de 30 000 personnes.
Le déroulement de la bataille montre que la première ligne carthaginoise fonctionne mieux et que les Gaulois sont moins fiables. Dès le début, les Romains tentent en vain de briser la résistance de l'ennemi et sont eux-mêmes pressés. Puis Varus déplace la cavalerie (3 000 ou 4 000 cavaliers), espérant repousser et confondre les lignes carthaginoises. Cependant, Magon Barca n'est pas surpris et a fait avancer les éléphants juste à temps. Les chevaux sont frappés par la peur et la cavalerie romaine est dispersée, chassée par la cavalerie numide légère de Magon Barca. Les éléphants se retournent contre l'infanterie romaine qui subit de lourdes pertes. La bataille ne prend un mauvais tournant pour Magon Barca que lorsque Cornelius met en action les légions de la deuxième ligne. Les éléphants reçoivent une pluie de fléches, la plupart tombent, les autres sont forcés de se retourner contre leurs propres rangs. Magon Barca ordonne aux Gaulois d'arrêter la contre-attaque romaine, mais ils sont mis en déroute.
Selon Tite-Live, tout se termine par une retraite générale des Carthaginois, qui perdent jusqu'à 5 000 hommes. Pourtant, comme le déclare Tite-Live lui-même, les Romains doivent leur succès à la blessure du commandant carthaginois qui est blessé à la cuisse et qui est  évacué presque évanoui du champ de bataille. La victoire n'est ni exsangue, ni complète. La première ligne romaine perd 2 300 hommes, et la seconde a également des victimes, parmi lesquelles trois tribuns militaires. La cavalerie n'est pas épargnée non plus et de nombreux nobles équites sont piétinés à mort par les éléphants. Pendant la nuit, Magon Barca retire ses forces sur la côte ligure, concédant le champ de bataille aux Romains.

## Analyse
Pour Magon Barca, le revers est sévère, compte tenu des gains qu'une victoire aurait apportés. (En 218 av. J.-C., la victoire de la bataille de Trébia, dans laquelle Magon Barca se distingue également, est suivie d'un soulèvement général des Gaulois cisalpins, qui rejoignent Hannibal et rendent possible sa marche vers le sud) Les Romains sont laissés aux commandes de la vallée du Pô et tous les espoirs d'une répétition des événements du début de la guerre se sont évanouis. C'est significatif au vu de l'avancée romaine en Afrique. Les victoires de Scipion à Utica et dans les Grandes Plaines et l’échec de Magon Barca en Gaule cisalpine signifient non seulement que Scipion peut rester en Afrique, mais aussi que Magon Barca doit revenir pour sauver sa patrie. Des messagers de Carthage rejoignent Magon Barca au pays des Ingauni, et il s'embarque pour l'Afrique avec une partie de son armée.
Certaines sources affirment que Magon Barca est mort de la blessure qu'il a eue à la bataille pendant ce voyage mais d'autres déclarent qu'il est retourné en Ligurie peu de temps après son départ et qu'il y est resté pendant au moins deux ans de plus. Il est certain que pendant les cinq années qui suivent la fin de la deuxième guerre punique, les Romains doivent combattre les restes des forces carthaginoises dans le nord de l'Italie. La défaite de Magon Barca en 203 av. J.-C. marque l'une des dernières tentatives pour préserver l'indépendance de cette région face à l'avancée romaine.